# Uvula-Piercing
Ein Uvula-Piercing ist ein Schmuck durch die Uvula. Es handelt sich dabei um ein besonders seltenes Piercing, dessen Durchführung von vielen Piercern abgelehnt wird. Gestochen wird es unter Verwendung einer speziellen, um 90 Grad gebogenen Nadel und in der Regel nicht von vorne nach hinten, sondern horizontal zum Gesicht gesetzt.

## Heilung und Risiken
Das Piercen der Uvula muss mit besonderer Vorsicht durchgeführt werden. Der Würgreflex wird beim Tragen von Schmuck nicht ausgelöst, macht das Stechen jedoch sehr kompliziert. Da es sich bei der Uvula um Schleimhäute handelt, heilt das Piercing besonders schnell und meist unkompliziert. Jedoch besteht die Gefahr, dass das Piercing herauswächst und das Zäpfchen dabei auseinanderschneidet. Öffnet sich der eingesetzte Schmuck, kann dieser schnell verschluckt werden. Bei Fellatio kann es ebenfalls zu Komplikationen kommen.

## Schmuck
Üblicherweise wird ein Ball Closure Ring mit kleinem Durchmesser und einer geringen Materialstärke in die Uvula eingesetzt.

## Geschichte
Das Uvula-Piercing ist ein zeitgenössisches Piercing ohne kulturelle Ursprünge. Erstmals wurde es 1994 vom Piercer Jon Cobb durchgeführt, der auch das Transscrotal-Piercing entwickelte.